# Hathor-Fest

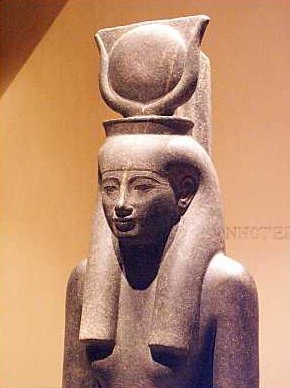
Die Göttin Hathor

Das Hathor-Fest (auch „Kleines Bastet-Fest der Trunkenheit“) wurde im Alten Ägypten jährlich am 19. und 20. Achet I ausgerichtet. Die Anfänge reichen in die frühdynastische Zeit zurück. Belege liegen seit dem Mittleren Reich vor.
Der 19. Achet I bezog sich auf die Zeit um den 22. Juni, der Sonnenwende, und auf die Ankunft der Nilschwemme. Einen Tag zuvor wurde am 18. Achet I das Totenfest des Osiris begangen, das den niedrigsten Stand und damit verbunden den Tod von Osiris symbolisierte.
Inhaltlich war das Hathor-Fest in der Frühzeit zunächst nur mit der Nilschwemme verbunden, da das eigentliche Neujahrsfest am 1. Wepet-renpet begangen wurde. Durch die Präzession wanderte das Datum des heliakischen Sirius-Aufgangs bis etwa 2400 v. Chr. auf den Tag der Nilschwemme, weshalb das Bastet- und Hathor-Fest mythologisch miteinander verschmolzen.

## Hintergrund

### Ägyptische Mythologie

Hathor als Himmelskuh

Im  „Buch von der Himmelskuh“ nimmt Hathor als Trägerin vom Auge des Re eine herausragende Rolle in der ägyptischen Mythologie ein: Ihr Vater Re gab ihr den Befehl, als Auge des Re die rebellierende Menschheit zu töten. Wenig später bereute Re seinen Entschluss und hielt Hathor mit einer List vom Vorhaben ab. Dazu ließ er Bier mit Ocker färben, damit es wie Blut aussah, und goss das Bier auf der Erde aus. Erwartungsgemäß trank Hathor das Bier und konnte im alkoholisierten Zustand ihr Vorhaben nicht mehr umsetzen. Im  „Mythos von der Himmelskuh“ wird dieses Ereignis wie folgt beschrieben:

„Da war das Fruchtland drei Handbreit hoch überflutet durch die Macht der Majestät dieses Gottes (Re). Diese Göttin ging los am frühen Morgen und fand alles überschwemmt. Ihr Gesicht wurde davon heiter und sie trank, das war angenehm für ihr Herz. Trunken kam sie und konnte die Menschen nicht mehr erkennen.“

Re befiehlt im weiteren Verlauf, dass in Zukunft am Fest der Hathor alkoholische Getränke bereitet werden sollen. Insofern liefert die Ätiologie die Grundlage für die Feierlichkeiten des Hathor-Festes.

### Historischer Bezug
Ab Mitte des dritten Jahrtausends v. Chr. erschien Sopdet als Sirius am frühen Morgen zeitgleich mit der einsetzenden Nilschwemme. Die ausgetrocknete Erde verfärbte sich anschließend in eine ockerfarbige Flüssigkeit. Der Ocker zur Färbung kommt explizit aus Elephantine, wo die Ägyptologen den Ursprung des Nilschwemme-Mythos vermuten.

## Festablauf

### Begrüßungstrunk der Hathor
In liturgischen Texten sind die verabreichten Getränke während der Feierlichkeiten aufgeführt. Bei Ankunft von Hathor servierte das Festpersonal das Begrüßungsgetränk in Menu-Krügen, während die Ägypter dazu Kultlieder sangen. Es handelte sich nach den Beschreibungen um ein Gebräu aus Bier mit besonderem Malzanteil, Wasser, Dattelbrei, Myrrhe und weiteren Duftstoffen.
Als Zusatz wurde Ocker rituell beigemischt, um den Mythos der Himmelskuh im Verlauf des Hathor-Festes in Aufführungen nachzuspielen. Den Willkommenstrunk für Hathor transportierten die Priester feierlich in einen besonderen Tempelraum. Ursprünglich galt der Begrüßungstrunk nur für das Neujahrsfest am 1. Wepet-renpet. Der Neujahrsbrauch weitete sich jedoch später auf andere wichtige Feste aus.
Neben dem Hathor-Trunk spielte auch eine Art roter Wein, einer Mischung aus Likör und Schnaps, eine besondere Rolle, da die Farbe mit dem Blut getöteter Feinde assoziiert ist und das Getränk „Seth-Wein“ genannt wurde. Um das Herz der Hathor zu besänftigen, übergaben die Priester nach dem Begrüßungstrunk anschließend als Opfergabe den „Seth-Wein, das Blut der Gegner ihres Vaters“.

### Beachtung der Festriten
Auf dem Verso des Kairener Tagewählkalenders befindet sich eine Aufstellung der Riten zum Hathor-Fest. Der Festteilnehmer soll am Abend des ersten oder zweiten Tages „ein großes Opfer darbringen, mit Nilschwemmenwasser waschen, schminken und eine Salbung mit Salböl vornehmen sowie anschließend sich mit Wein betrinken“.
Der Grat zwischen übermäßigem Alkoholgenuss und totaler Trunkenheit war schmal. Eine Missachtung der Riten stand unter Strafe.

### Musik und Gesang

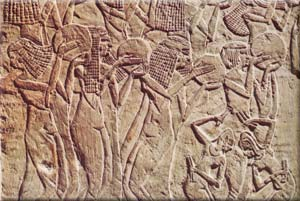
Musikerinnen beim Hathor-Fest

Die Texte der Kultlieder zeigen geordnete Strophen und Refrains. Thematisiert ist die Rückkehr von Hathor und ihre zugehörigen Eigenschaften sowie der von Hathor erhoffte Schutz. Instrumente, die in zwei Hauptgruppen aufgeteilt wurden, begleiteten die Vorträge. Die erste Hauptgruppe beinhaltete alle Arten von Rhythmusinstrumenten, die sich wiederum in Idiophone wie Sistren und Meniut sowie Membranophone unterteilten. Die zweite Hauptgruppe bestand aus Saiteninstrumenten wie Harfe, Laute und Leier.
Das Spiel und die Darbietungen des Sistrums galten als wichtigstes Requisit der Göttin. Seltene Verwendung fanden dagegen Trommeln und Saiteninstrumente, die nur für spezielle Feste, wie beispielsweise dem Neujahrs- und Hathorfest, benutzt wurden. Im Hathortempel in Dendera befindet sich am Eingang vom Neujahrshof eine entsprechende zugehörige Kapelle mit Abbildungen des Festablaufs, auf denen zehn Frauen mit Instrumenten zu sehen sind.
Die sieben Tamburin spielenden Gottheiten führen den Titel Hathoren. Die Königin hält gleichzeitig zwei Naos-Sistren. Komplementiert wird das Ensemble durch die Musikgöttinnen aus Ober- und Unterägypten, die vor sich je eine Harfe mit Hathorkopf haben.